# 世宗 (小惑星)
世宗（せいそう、セジョン、7365 Sejong）は、小惑星帯に位置する小惑星。北海道札幌市で渡辺和郎が発見した。李氏朝鮮の第4代国王・世宗（在位1418年 - 1450年）から命名された。

## 関連項
- 小惑星の一覧 (7001-8000)